# Галлайн
Галлайн — місто в Австрії у землі Зальцбург, адміністративний центр однойменного округу. Місто лежить на берегах річки Зальцах.

## Демографія
Населення міста за роками за даними статистичного бюро Австрії

## Визначні мешканці
У місті помер Франц Ксавер Грубер, автор колядки «Тиха ніч». Тут народилися відомі спортсмени: тенісистка  Юдіт Візнер, гірськолижники Анна Феннінгер та Томас Штангассінгер.  

## Інтернет-ресурси
- Webseite der Gemeinde [Архівовано 26 березня 2014 у Wayback Machine.]
- Bezirkshauptmannschaft Hallein
- Halleiner Pfarrgemeinden [Архівовано 27 березня 2013 у Wayback Machine.]

## Виноски
1. ↑  Statistik Austria. Архів оригіналу за 2 лютого 2014. Процитовано 21 червня 2013.

| Австрія | Це незавершена стаття з географії Австрії. Ви можете допомогти проєкту, виправивши або дописавши її. |